# Esquadrão de Transporte Aéreo de Berlim da RAAF
O Esquadrão de Transporte Aéreo de Berlim foi um esquadrão da Real Força Aérea Australiana formado para participar no Bloqueio de Berlim. A contribuição australiana neste evento ficou designada como Operação Pelicano.